# Cardiolpium asiaticum
Espèce
Synonymes
- Calocheirus asiaticus Dashdamirov, 1991

Cardiolpium asiaticum est une espèce de pseudoscorpions de la famille des Hesperolpiidae.

## Distribution
Cette espèce se rencontre au Kazakhstan, au Tadjikistan et en Iran.

## Systématique et taxinomie
Cette espèce a été décrite sous le protonyme Calocheirus asiaticus par Dashdamirov en 1991. Elle est placée dans le genre Cardiolpium par Nassirkhani en 2016.

## Étymologie
Son nom d'espèce lui a été donné en référence au lieu de sa découverte, l'Asie.

## Publication originale
- Dashdamirov, 1991 : New findings of pseudoscorpions (Arachnida, Pseudoscorpiones) in the USSR. Zoologicheskii Zhurnal, vol. 70, no 9, p. 64-69 ([ texte intégral]).